# Erligheim (Adelsgeschlecht)

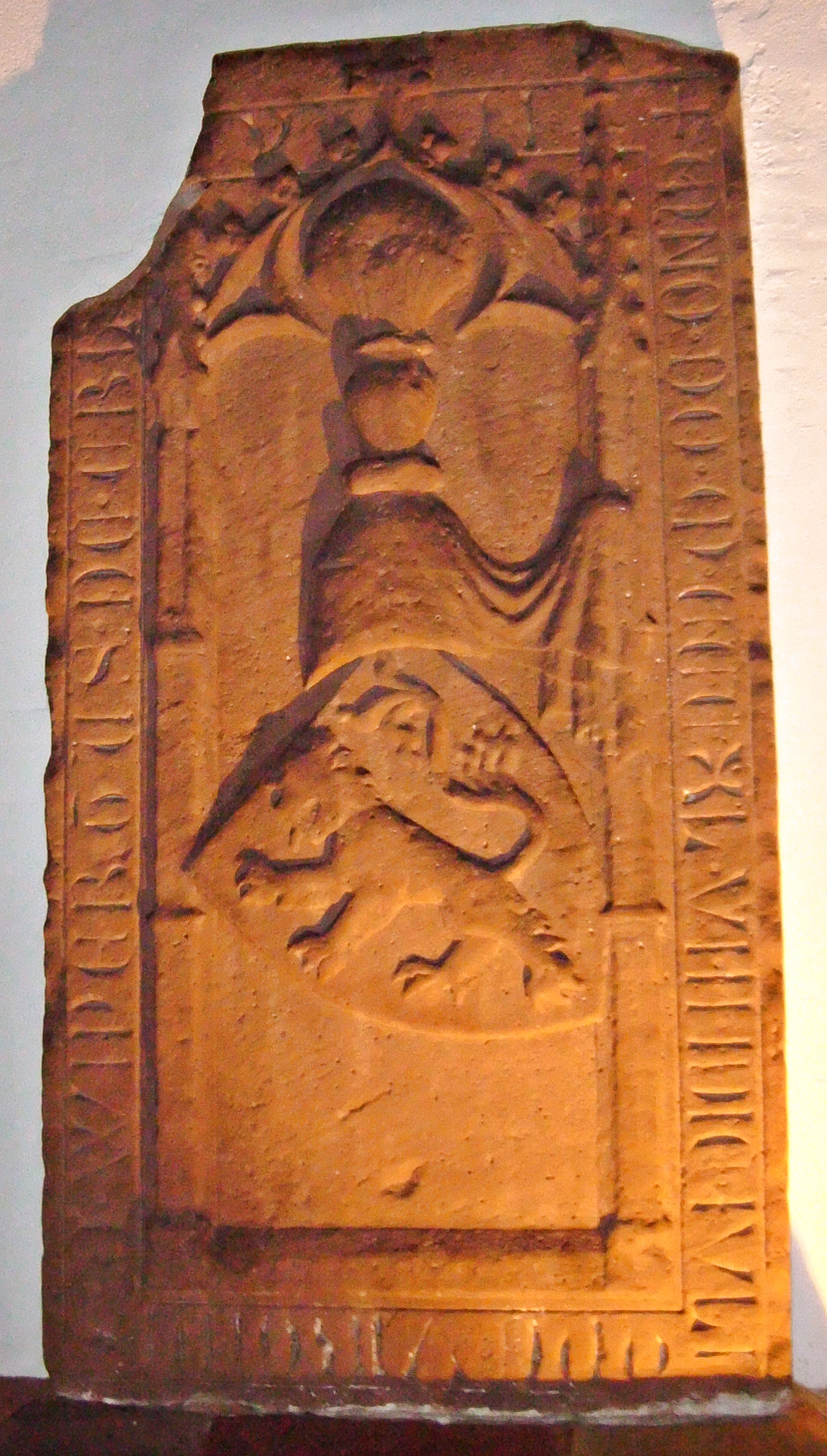
Epitaph des Wipert von Erligheim († 1348), Abtei Neuburg bei Heidelberg

Die Herren von Erligheim sind ein erloschenes Geschlecht des niederen Adels, das hauptsächlich im heutigen pfälzischen bzw. kurpfälzischen Raum begütert war.

## Geschichte
Die Herren von Erligheim erscheinen bereits als Ministeriale im Umfeld der Staufer und hingen verwandtschaftlich mit der bischöflich speyerischen Ministerialenfamilie derer von Kirrweiler zusammen. Sie benannten sich offenbar nach dem Ort Erligheim im heutigen Landkreis Ludwigsburg, hatten ihren Einflussbereich und ihre Sitze aber bald schon am unteren Neckar. Von spätestens 1320 bis 1515 saß die Familie auf Burg Schwabeck bei Schwabenheim, im 14. Jahrhundert hatten sie außerdem Burglehen auf Burg Stolzeneck und auf der Strahlenburg. 
Die Familie stellte am kurpfälzischen Hof in Heidelberg Beamte, denen wichtige Amtsfunktionen übertragen wurden. Um eine tiefere Bindung der Vasallen an den Pfalzgrafen zu erreichen, wurden an diese Ministerialen zusätzlich Lehen vergeben. Das Geschlecht stand in einer engen Beziehung zum Benediktinerinnenkloster Neuburg bei Heidelberg, dem es mehrere Äbtissinnen stellte und in dem verschiedene Familienangehörige bestattet sind.
Die Familie stab im 16. Jahrhundert aus. Hans von Erligheim († 1545), Vater des letzten Erligheimers, verkaufte den Besitz in Schwabenheim 1515 an die Herren von Handschuhsheim. Die verbliebenen Lehen der im Mannesstamm ausgestorbenen von Erligheim, so auch das Schloss Ilvesheim, kamen über die Ehe von Margarete von Erligheim mit Hans IV. Landschad von Steinach an die Herren Landschad von Steinach.

## Wappen
Als Wappen führte das Adelsgeschlecht einen aufrechten, silbernen Löwen, auf grünem Grund.

## Mitglieder der Familie
- Heinrich I. war 1309 bis 1311 Vogt zu Lindenfels
- Albrecht, Neffe von Heinrich I., wird 1332 und 1342 Amtmann zu Alzey genannt.
- Heinrich der Ältere wird mit dem Lehen des Marquard von Feudenheim begabt.
- Heinrich Hornbach, der Sohn Heinrich I., war 1350 bis 1369 Vitztum zu Alzey.
- Heinrich von Erligheim war Vitztum zu Amberg
- Hennel von Erligheim war von 1342 bis 1344 als Vitztum in Heidelberg nachweisbar.
- Heinrich von Erligheim, seit 1349 Erbburggraf auf Stolzeneck ist von 1349 bis 1377 als Heidelberger Vitztum genannt. Er erhält 1353 die Übertragung eines Burglehens zu Strahlenberg, 1355 das Lehen des Merkel von Hirschberg und  1359 das Lehen des Orthenburg von Schönburg. 1367 erhielt er den Korn- und Weinzehnt zu Hohensachsenheim[6]
- Albrecht von Erligheim, Bruder des obigen Heinrich, ist ebenfalls seit 1349 Erbburggraf von Stolzeneck
- Klein-Heinrich von Erligheim, wie seine Brüder Heinrich und Albrecht, ist ebenfalls  seit 1349  Erbburggraf von Stolzeneck
- Sophie von Erligheim, Benediktiner-Äbtissin im Kloster Neuburg bei Heidelberg (um 1410)[7]
- Philipps von Erligheim war 1513 Hauskomtur des Deutschen Ordens in Weinheim.
- Margarete von Erligheim war vor 1571 verheiratet mit Hans IV. Landschad von Steinach.